# Marcin Kazanowski (1563-1636)
Pour les articles homonymes, voir Marcin Kazanowski.
Marcin Kazanowski (né en 1563, mort le 28 mars 1636), membre de la noble famille polonaise Kazanowski (en), castellan de Halicz (1622), voïvode de Podolie (1632), hetman de la Couronne (1633).

## Biographie
Marcin Kazanowski est le fils de Mikołaj Kazanowski (pl) (mort en 1539) et Katarzyna Koryciński.
En 1608, il est nommé capitaine et commande son propre régiment à la bataille de Klouchino, le 4 juillet 1610. En 1617, au cours de l'expédition de Ladislas IV Vasa à Moscou, il est nommé commandant. Mais il s'entend mal avec le grand hetman Jan Karol Chodkiewicz. Au printemps 1618, à la tête de 6 000 hommes il est vainqueur à Starodoub. En 1620, il est fait prisonnier à la bataille de Țuțora. La plupart des officiers sont exécutés, mais déguisé en simple soldat, Kazanowski retrouve la liberté en échange d'une rançon. En 1628, le roi le fait colonel. En 1629, sous les ordres de Stanisław Koniecpolski, il participe à la bataille de Górzno (en), contre les Suédois.
En 1632, il est nommé voïvode de Podole et participe à la guerre de Smolensk contre le tsarat de Russie. En 1933, Ladislas IV le fait hetman de la Couronne. Il est présent à la signature du traité de Polanów qui met fin à la guerre avec la Russie.
Marcin Kazanowski décède le 19 octobre 1636. Il est inhumé dans l'église des Carmélites de Bilchivtsi qu'il a lui-même fondée. Ses restes sont retrouvés en 2006 par une équipe d'archéologues, lors de travaux de restauration de l'église.

## Mariage et descendance
En 1600, Marcin Kazanowski épouse Katarzyna Starzycka. Ils ont pour enfants:
- Aleksander Dominik (en) (1605-1648), voïvode de Bratslav.
- Adam (pl), intendant de la Couronne
- Elżbieta, épouse de Mikołaj Potocki.

## Sources
- (en) Cet article est partiellement ou en totalité issu de l’article de Wikipédia en anglais intitulé « Marcin Kazanowski » (voir la liste des auteurs).

- (pl) Cet article est partiellement ou en totalité issu de l’article de Wikipédia en polonais intitulé « Marcin Kazanowski (1563-1636) » (voir la liste des auteurs).